# Rhizaria
Los rizarios (Rhizaria) son uno de los grupos principales de protistas, con unas 12.000 especies descritas. La mayoría son heterótrofos y con capacidad de movimiento, si bien hay algunas especies fotosintéticas. También se incluyen algunas especies parásitas de plantas y animales. Los rizarios varían considerablemente en la forma, pero la mayor parte son ameboides con seudópodos filiformes, reticulados o soportados por microtúbulos. Muchos producen conchas o esqueletos, que pueden ser de estructura bastante compleja y constituyen la gran mayoría de los fósiles de protozoos conocidos. Comprende tres grupos: Cercozoa (cercozoos), Foraminifera (foraminíferos) y Radiolaria (radiolarios).

## Grupos
Se reconocen tres grupos principales de rizarios:
- Cercozoa. Incluye a organismos muy diversos tales como ameboides y flagelados que se alimentan por medio de filopodios o reticulopodios, un grupo de algas unicelulares y algunos protistas parásitos previamente considerados hongos. Algunos miembros tienen células desnudas mientras que otros presentan recubrimientos de escamas o placas silíceas u orgánicas. Se encuentran en ambientes marinos, agua dulce y son muy comunes en el suelo.

- Foraminifera. Ameboides con reticulopodios granulados, comúnmente marinos y mayoritariamente bentónicos, que presentan como característica distintiva un esqueleto intraectoplásmico constituido por una o más cámaras separadas por septos que están perforados por uno o más orificios de interconexión (denominados forámenes). Estos poros o forámenes son los que dan nombre al grupo. El esqueleto o concha suele estar constituido por material calcáreo (calcita o menos frecuentemente aragonito) y fosiliza con relativa facilidad.

- Radiolaria. Ameboides con axopodios (seudópodos soportados por microtúbulos), marinos y planctónicos, que producen intrincados esqueletos minerales que pueden ser de celestita (sulfato de estroncio)[4] o estar constituidos por sólidos elementos de sílice opalino.[5] Los axopodios están localizados de forma radial alrededor de la célula, lo que da nombre al grupo. La célula se estructura normalmente a partir de una cápsula central que la divide en una sección interna y otra externa denominadas, respectivamente, endoplasma y ectoplasma. Los radiolarios son importantes microfósiles.

Adicionalmente existen algunos pequeños grupos que se incluyen en Rhizaria, aunque se desconoce en qué filo deberían clasificarse. Entre ellos destaca Gymnosphaerida, compuesto por organismos del tipo heliozoo.

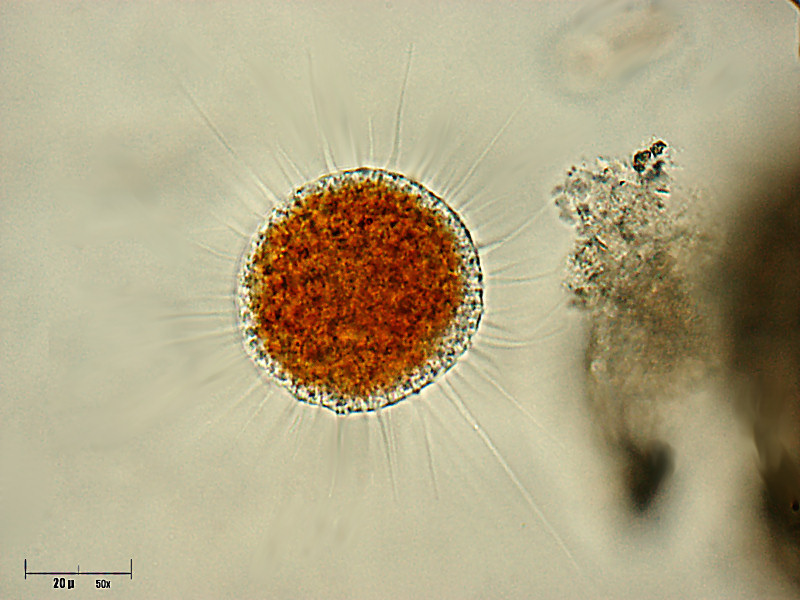
Filopodios (proyecciones casi transparentes) en un cercozoo
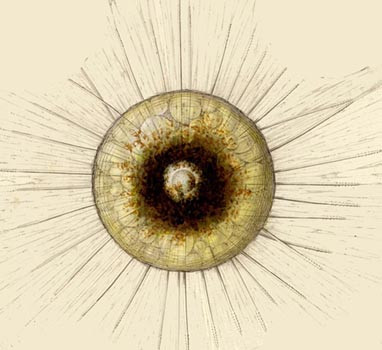
Axopodios en Phaeodaria
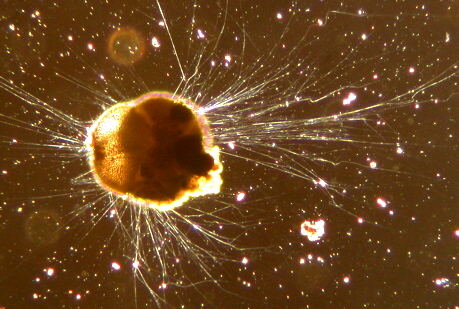
Reticulopodios en un foraminífero

## Características
La mayoría de los rizarios son unicelulares y uninucleados, sin embargo también existen especies coloniales y algunas formas multinucleadas o plasmodios. Además, como excepción se ha descrito una especie multicelular. La mayoría carecen de cloroplastos y son heterótrofos y con capacidad de movimiento, por lo que en el pasado eran considerados animales. Los radiolarios y foraminíferos son organismos de vida libre que forman parte importante del plancton y bentos. Por su parte, los cercozoos son tan comunes en el suelo que pueden llegar a representar la mitad de la biomasa de los protistas en estos ecosistemas. Solo entre los cercozos se encuentran parásitos y organismos fotosintéticos, si bien ciertos radiolarios pueden contener decenas o centenares de microalgas simbiontes en el endoplasma. 
Algunos grupos presentan células desnudas, mientras que otros presentan endoesqueletos o recubrimientos de escamas, testas, tecas o paredes celulares (de una o varias capas). En los organismos con cubierta rígida, los seudópodos salen a través de una o más aberturas del caparazón, y son utilizados de forma activa en la fagocitosis. Las conchas o esqueletos de los organismos oceánicos al morir y depositarse en el fondo marino pasan a formar parte de los sedimentos.

Testa de un cercozoo
Teca de un cercozoo
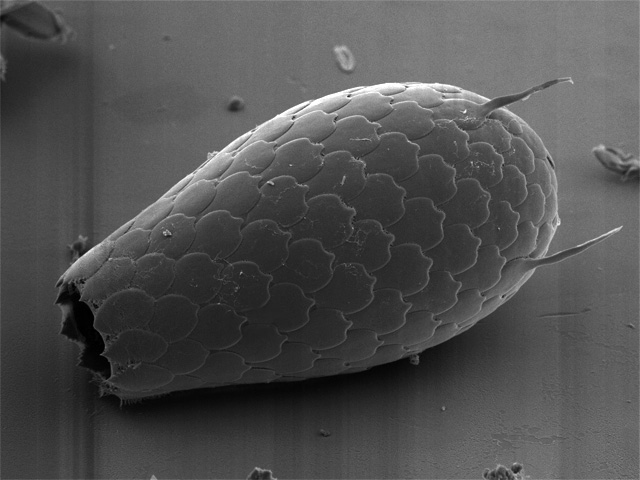
Concha de escamas imbricadas de un cercozoo
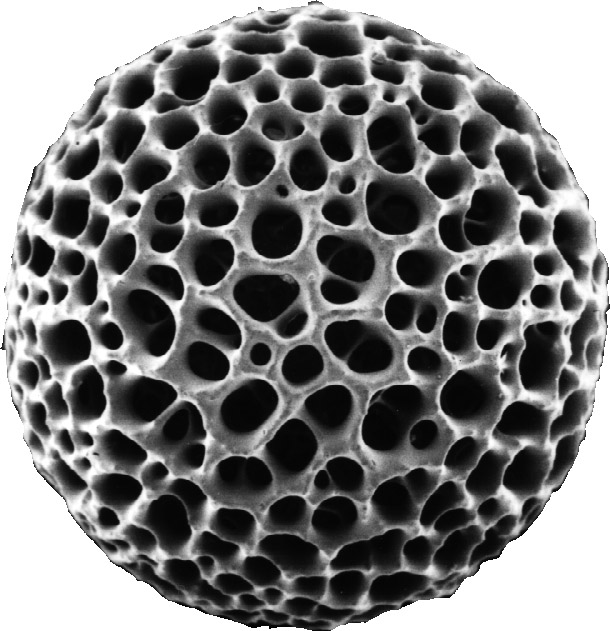
Esqueleto de un radiolario
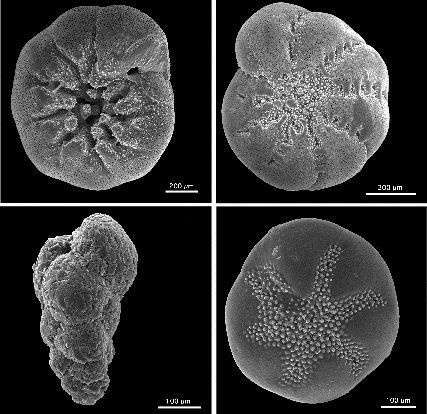
Conchas de foraminíferos

Entre los parásitos se encuentran Phytomyxea y Ascetosporea, que parasitan plantas y animales, respectivamente. Los organismos fotosintéticos comprenden a Chlorarachniophyta y Paulinella chromatophora. Los cloroplastos de Chlorarachniophyta tienen clorofilas a y b y están rodeados por cuatro membranas, por lo que se considera que son resultado de la endosimbiosis secundaria de un alga verde. El caso de P. chromatophora es muy especial: estudios recientes sugieren que sus cloroplastos son el resultado de una endosimbiosis primaria de una cianobacteria. Casi todos presentan mitocondrias con crestas tubulares.

## Árbol filogenético
Las relaciones filogenéticas serían las siguientes según los análisis filogenéticos. La relación filogenética de Radiolaria con Foraminifera es incierta siendo Radiolaria propuesta como un grupo monofilético o parafilético.
|         | Cercozoa                                                    |
|         |                                                             |
| Retaria | \| \| Radiolaria \| \| \| \| \| \| Foraminifera \| \| \| \| |
|         | \| \| Radiolaria \| \| \| \| \| \| Foraminifera \| \| \| \| |
|         | Radiolaria                                                  |
|         |                                                             |
|         | Foraminifera                                                |
|         |                                                             |

|  | Radiolaria   |
|  |              |
|  | Foraminifera |
|  |              |

Los diferentes grupos de rizarios se han establecido principalmente sobre la base de estudios genéticos y se los considera como una extensión a Cercozoa. El nombre de Rhizaria para el grupo ampliado fue introducido por Cavalier-Smith en 2002, que también incluyó Centrohelida y Apusozoa, que ahora se sitúan en otros grupos.
Rhizaria se incluye en el Supergrupo SAR junto a Stramenopiles y Alveolata.

## Galería

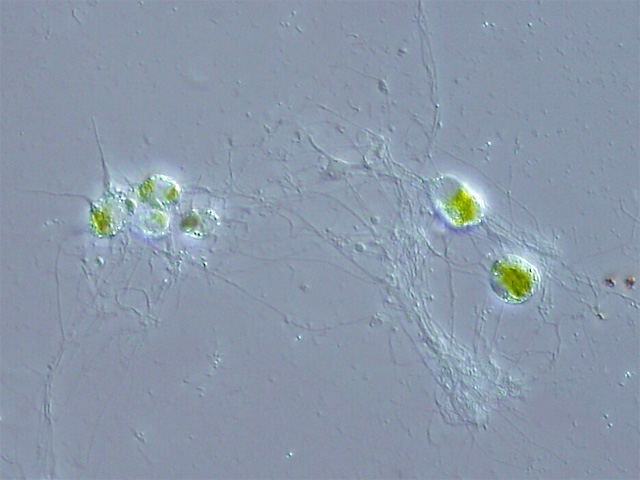
Chlorarachnion (Chlorarachniophyta, Cercozoa)
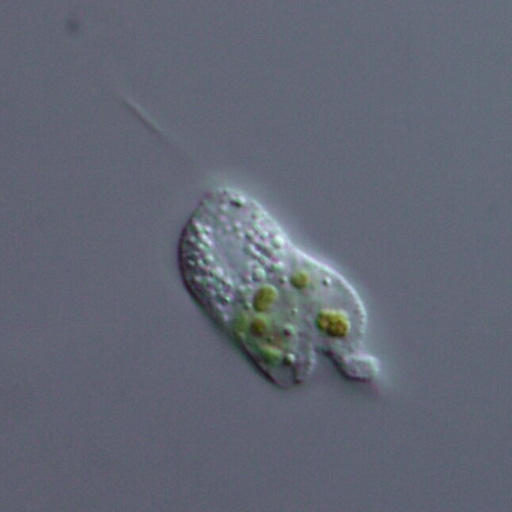
Cercomonas (Cercozoa)
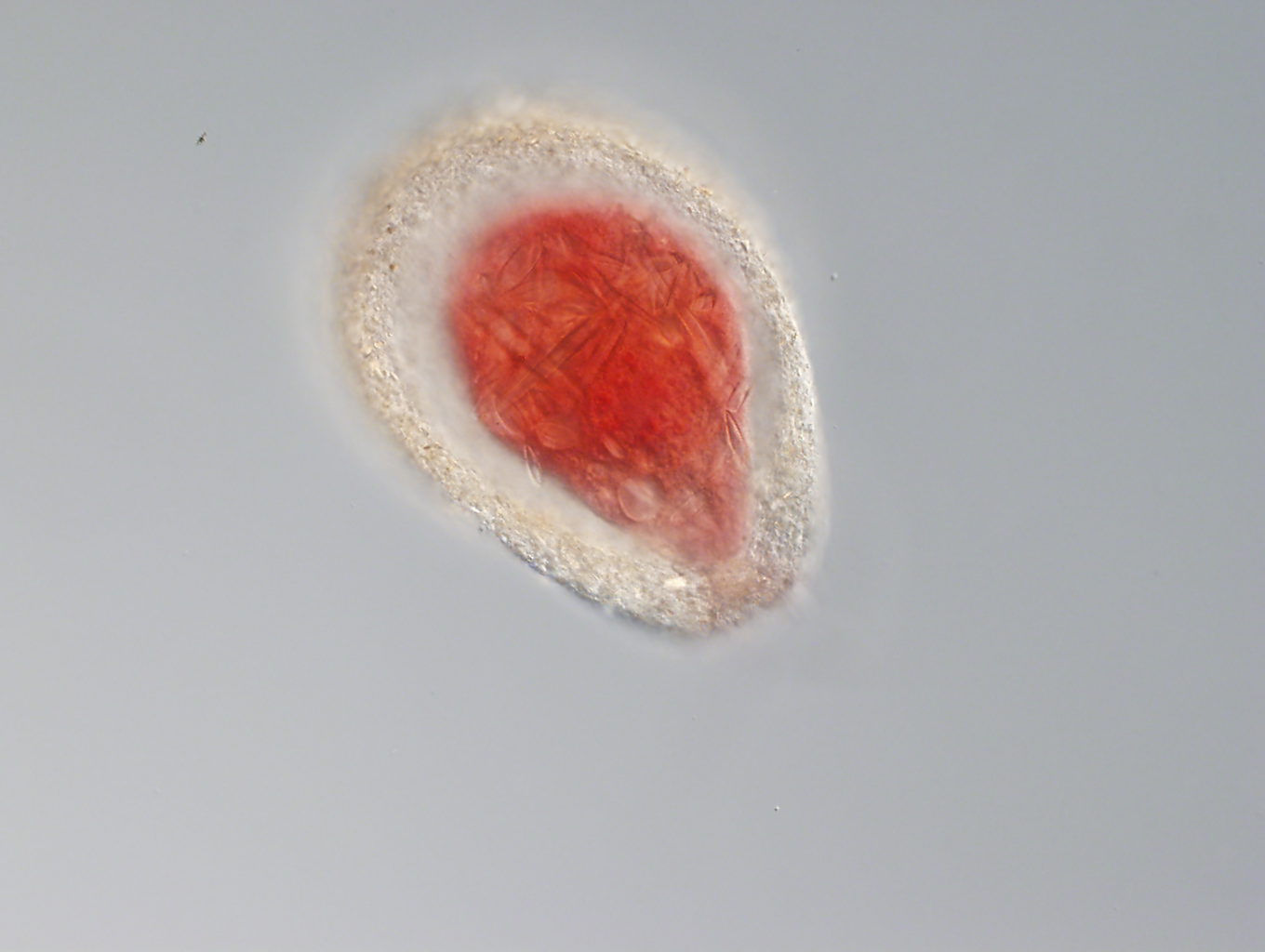
Gromia brunneri (Cercozoa)
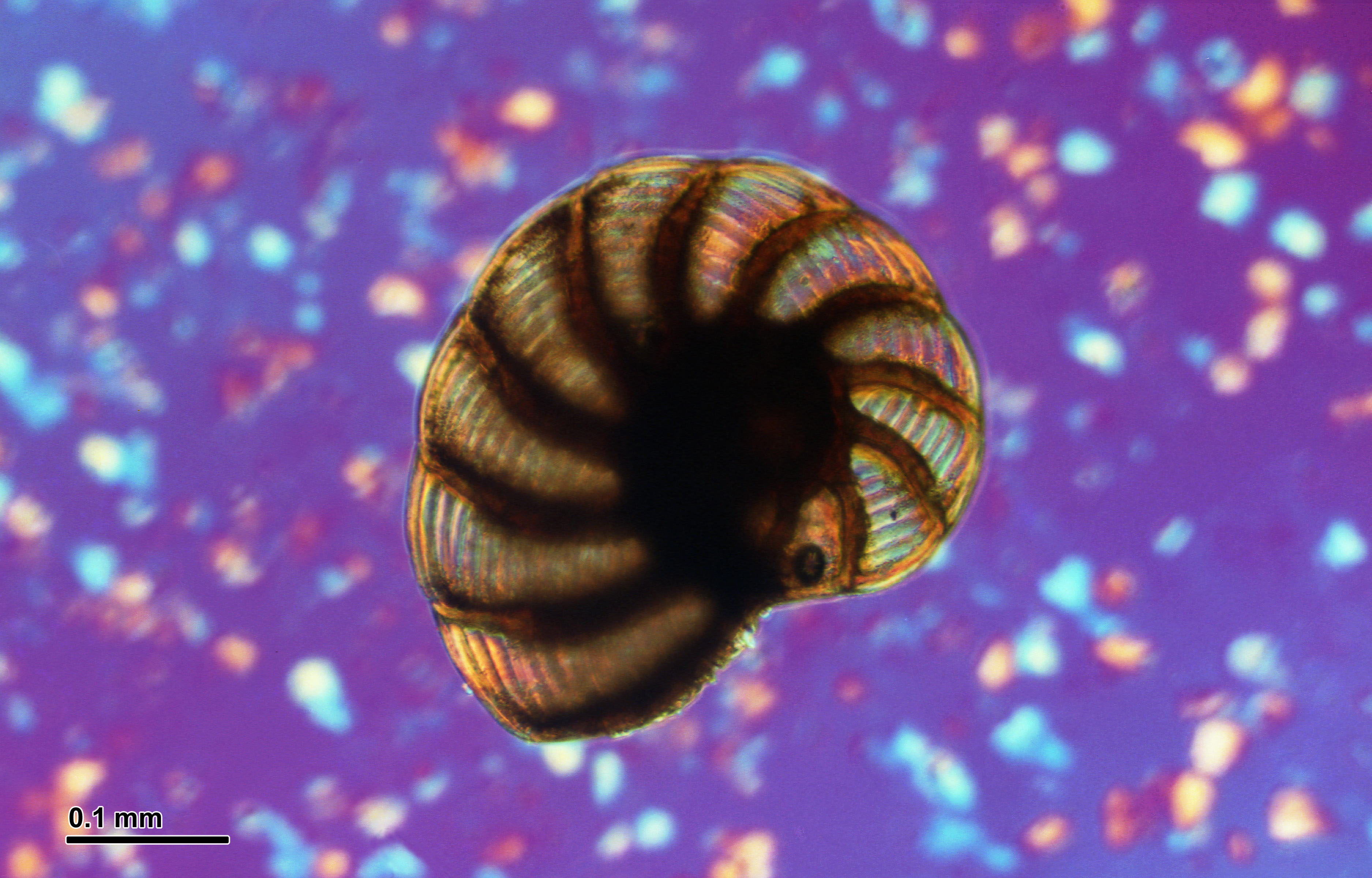
Foraminífero (Foraminifera)
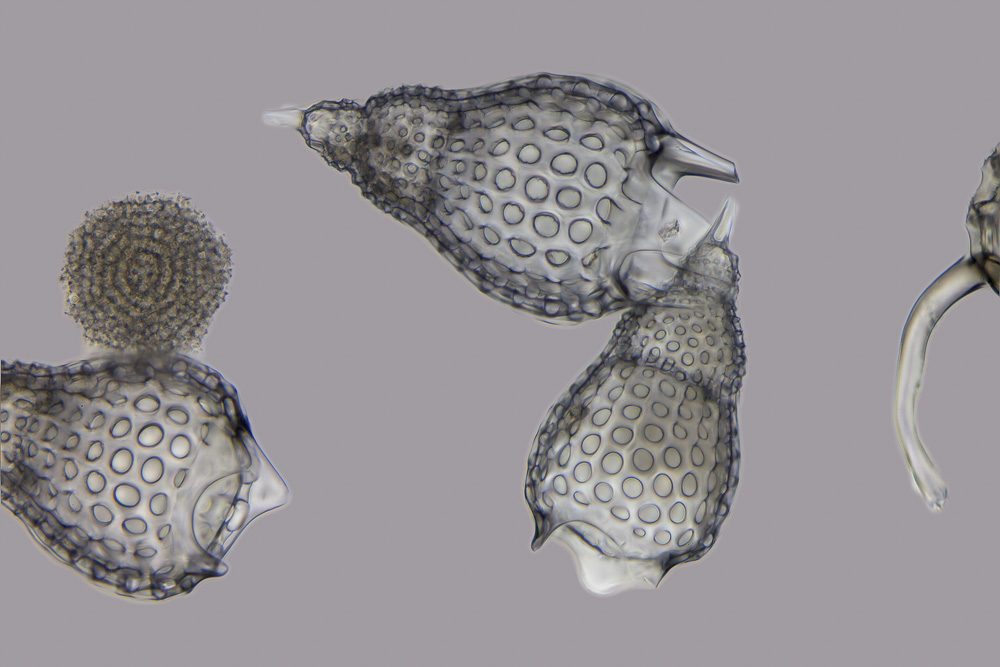
Radiolario (Radiolaria)